# Баграс
Баграс или Гастон — крепость XII — XIII века построенная у главного южного прохода в Аманусе и служившая воротами в Киликийское армянское царство.

## История
Крепость была построена у южного выхода из Бейланского ущелья, главного южного прохода в Аманусе. Крепость контролировала сообщение между Киликией и северной Сирией. За обладание крепостью шла ожесточенная борьба между Киликийским армянским царством и Антиохиским княжеством. В результате эта борьба спровоцировала в начале XIII века конфликт между Левоном I и госпитальерами, с одной стороны, тамплиерами и Папой Иннокентием III, с другой.
К концу XII века, Левон II решил вернуть под свой контроль главный проход соединяющий Киликию с Антиохией. Проход контролировался из замка Баграс, который Саладин отобрал у тамплиеров. Узнав о грядущем наступлении германских рыцарей, Саладин покинул крепость предварительно уничтожив все фортификационные сооружения. Воспользовавшись этим моментом Левон занимает замок, после чего производит ремонт и возводит новые укрепления. Тамплиеры узнав об этом потребовали у армянского правителя отдать крепость, на что Левон ответил отказом. В результате произошел разрыв отношений с орденом тамплиеров и папством Антиохии
В 1193 году, ввиду смерти Саладина, создается благоприятная обстановка для присоединения Антиохии к армянским землям. Спустя год, в 1194 году армянским царем возле Баграса был пленен Боэмунд III, для освобождения которого понадобилось специальное прибытие в Сис короля Иерусалима Генриха Шампанского. Условием освобождения послужил отказ от притязаний Боэмунд III-го на Баграс, и выдачи Алисы, племянницы Рубена III, замуж за Раймонда старшего сына Боэмунд III.
25 августа 1211 года побывавший в этих местах Вильбранд Ольденбургский так описывал крепость: 
Очень мощный замок […] на краю армянских гор, который успешно контролирует проходы и дороги региона; он находится в руках хозяина этой территории, короля Армении. Тамплиеры оспаривают право владения этим замком, который возвышается над соседней Антиохией, находящейся в четырёх милях от него
В 1219 году наместником замка был один из могущественных армянских князей — Атом, который после смерти Левон II-го, стал регентом наследницы трона Забель
В июле 1305 году, возле замка произошла битва в которой армянские войска нанесли сокрушительное поражение вторгнувшимся в пределы царства сарацинам. В ходе сражения из 7000 сарацин, в живых осталось около трехсот человек